# Gaston Butter
Gaston Henri Butter (Rongy, 14 maart 1888) was een Belgisch gewichtheffer.

## Levensloop
Butter was tijdens zijn jeugd actief als gymnast. Hij nam deel aan de Olympische Zomerspelen van 1924 te Parijs. Hij werd er negende in de gewichtsklasse van de lichtgewichten (≤67,5kg). Eveneens in 1924 werd hij Belgisch kampioen in zijn gewichtsklasse.